# Jane Montgomery Campbell
Jane Montgomery Campbell, född 1817 i London, död 15 november 1878 i Bovey Tracey, Devon, var en brittisk musiker och poet.
Hon översatte den tyske psalmförfattaren Matthias Claudius psalmtext Wir pflügen und wir streuen till engelska. I The English Hymnal with Tunes har psalmen nummer 293 och inledningen lyder: "We plough the fields, and scatter". Melodin är komponerad av J.A.P. Schulz.